# Zuger Übersetzer-Stipendium
Das Zuger Übersetzer-Stipendium ermöglicht herausragende Übersetzungen literarisch und kulturell bedeutender Werke in die deutsche Sprache. Das Stipendium wird seit 1997 alle zwei Jahre vergeben und ist mit 50'000 Schweizer Franken Preisgeld der höchstdotierte Übersetzerpreis der deutschsprachigen Länder. Seit 2003 wird zudem ein Anerkennungspreis in Höhe von 15'000 Schweizer Franken vergeben (bis 2023 10'000 Schweizer Franken).
Träger des Übersetzer-Stipendiums und des Anerkennungspreises ist der Verein Zuger Übersetzer. Der ursprüngliche Name Verein Dialog-Werkstatt Zug wurde 2016 in Zuger Übersetzer abgeändert. Unterstützung erhält der Verein von Stadt und Kanton Zug, der Schweizer Kulturstiftung Pro Helvetia sowie massgeblich von privaten Stiftungen und Gönnern. Der Verein Zuger Übersetzer fördert die Kultur der literarischen Übersetzung durch die Vergabe des Zuger Übersetzer-Stipendiums, die Durchführung der Zuger Übersetzer-Gespräche sowie durch weitere kulturelle Begleitveranstaltungen in der Region Zug.
Ende November 2016 feierte der Verein sein 20-jähriges Bestehen, unter anderem mit der Herausgabe der Jubiläumsschrift »Wörter wiegen« (Balmer Verlag, Zug).

## Preisträger seit 1997
- 1997: Gabriele Leupold (Andrei Bely, Petersburg)
- 1999: Melanie Walz (John Cowper Powys, Der Strand von Weymouth)
- 2001: Donatella Capaldi, Maria Fehringer, Ludwig Paulmichl und Peter Waterhouse (Andrea Zanzotto, das gesamte Werk)
- 2003: Susanne Lange (Miguel de Cervantes, Don Quijote)
- 2005: Rosemarie Tietze (Andrej Bitow, Das Puschkinhaus)
- 2007: Doreen Daume (Bruno Schulz, Zimtläden)
- 2009: Christina Viragh (Péter Nádas, Parallelgeschichten)
- 2011: Irma Wehrli-Rudin (Thomas Wolfe, Von Zeit und Fluss)
- 2013: Ferdinand Leopold (Mircea Cărtărescu, Die Flügel)
- 2015: Ulrich Blumenbach (Joshua Cohen, Witz)
- 2017: Eveline Passet (Michail Prischwin, Tagebücher)
- 2019: Berthold Zilly (João Guimarães Rosa, Grande Sertão: Veredas)
- 2021: Vera Bischitzky (Iwan Gontscharow, Das Steilufer)
- 2023: Theresia Prammer (für eine Anthologie mit Übersetzungen von Gedichten des italienischen Dichters Giovanni Pascoli)
- 2025: Karl-Ludwig Wetzig (Hallgrímur Helgason: Sechzig Kilo Sonnentage / Sextíu kílo af sunnudögum)

## Anerkennungspreise seit 2003
- 2003: Ralph Dutli, Karl-Ludwig Wetzig
- 2007: Ernest Wichner
- 2009: Elisabeth Edl, Holger Fock
- 2011: Stefan Zweifel
- 2013: Karin Betz
- 2015: Steffen Popp, Andreas Tretner
- 2017: Andreas Nohl
- 2019: Christian Hansen
- 2021: Katharina Meyer und Lena Müller (Fiston Mwanza Mujila, La Danse du Vilain); Dotierung jeweils 10'000 Schweizer Franken
- 2023: Mário Gomes (Mike Wilson, Leñador)
- 2025: Christophe Fricker (Vikram Seth, The Golden Gate)

## Jury des Zuger Übersetzer-Stipendiums
Fachjury
- Ulrich Blumenbach, Übersetzer, Basel
- Zorka Ciklaminy, Übersetzerin, Zürich
- Thomas Hunkeler, Universität Freiburg, Professor für Französische Literatur
- Manfred Papst, Journalist NZZ am Sonntag
- Ilma Rakusa, Autorin, Übersetzerin, Publizistin, Dozentin an der Universität Zürich
- Jürg Scheuzger, Gründer und ehemaliger Präsident des Vereins Zuger Übersetzer

Mitglieder des Vorstandes des Vereins Zuger Übersetzer
- Christoph Balmer, Buchhändler
- Georg Gerber, Kantonsschullehrer (Vorsitzender der Fachjury)
- Paula Marty, Journalistin

## Vorstand Verein Zuger Übersetzer
- Präsidentin: Sonja Hägeli, Kulturmanagerin und Buchhändlerin
- Christoph Balmer, Verleger, Buchhändler
- Jeannette Baumann, Kantonsschullehrerin
- Michelle Boetsch, Leiterin Info-Z Kantonsschule Zug
- Georg Gerber, Kantonsschullehrer
- Peter Hebeisen, Jurist
- Röbi Koller, Moderator, Journalist, Autor
- Paula Marty, Journalistin